# دهستان نووا
دهستان نووا (به لاتین: Nõva Parish) یک دهستان در استونی است که در شهرستان لنه واقع شده‌است.

## خصوصیات
دهستان نووا ۱۲۹٫۶ کیلومترمربع مساحت و ۴۶۵ نفر جمعیت دارد.